# Lourdes (Altos Pirineos)

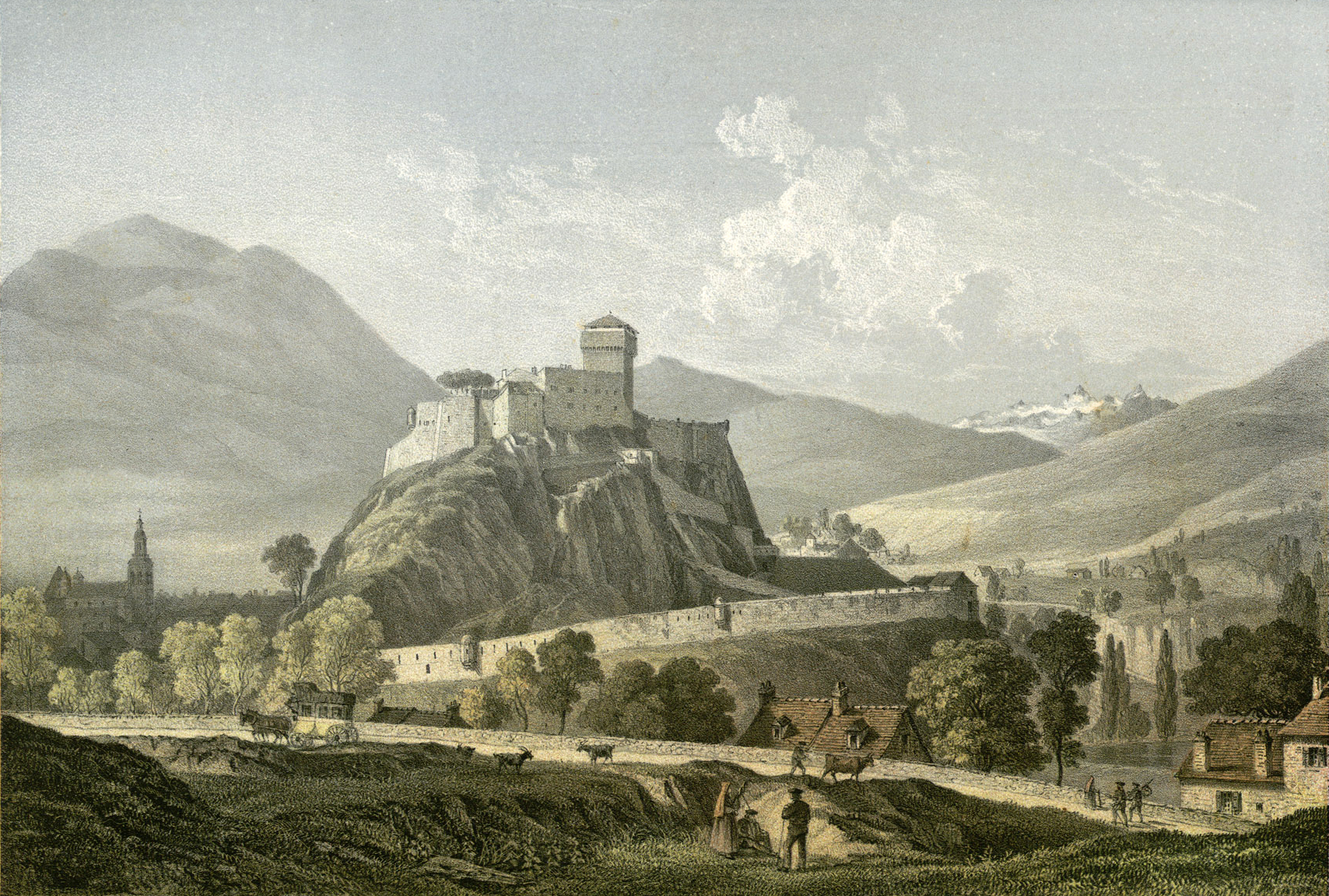
Vista de Lourdes en 1860, Charles Mercereau.

Lourdes (en occitano: Lorda) es una ciudad y comuna francesa situada en las llanuras de Bigorre, al suroeste del departamento de Altos Pirineos, en la región de Occitania, a una altitud de 400 metros. Está bañada por el río Gave de Pau que procede de Gavarnie. Sus habitantes reciben el gentilicio en francés de Lourdais, con mayúscula en ese idioma.
Es, a partir del siglo XIX, un importante centro religioso católico de peregrinación, donde tuvieron lugar las apariciones de la Virgen María a la niña Bernadette Soubirous.

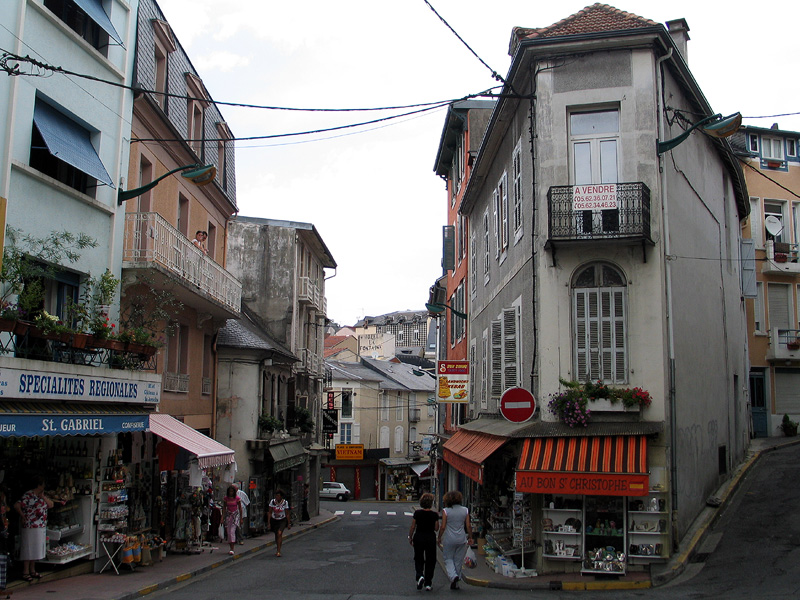
Una calle

## Historia
Lourdes fue durante la Edad Media una población fortificada, cuya situación geográfica hizo que fuese una importante plaza fuerte del condado de Bigorre. Su castillo data del siglo XIV, reedificado en el XVI. La plaza fue cedida a los ingleses por el tratado de Brétigny en 1360 y hasta 1406 no fue recuperada.

### Lourdes, ciudad administrativa
Después de la Revolución francesa de 1789, el condado de Bigorre es incorporado al nuevo departamento de Altos Pirineos; Lourdes se hace cabeza de distrito de cantón en 1790, pero no subprefectura, que será concedida al municipio de Argelès-Gazost, situado más adentro del valle.
En octubre de 2007, el cierre del tribunal de Lourdes fue anunciado por el Ministro de Justicia.

## Leyenda del emperador Carlomagno
Se cuenta que cuando Carlomagno regresó de su incursión en tierras hispanas (después de la derrota de Roncesvalles), puso sitio a la plaza de Lourdes, que estaba ocupada por los musulmanes al mando de Mirat. La leyenda narra que durante el sitio se vio volar por encima de la fortaleza un águila gigante que llevaba en su pico una trucha enorme que dejó caer a los sitiados. Mirat recogió la trucha y se la envió como regalo a Carlomagno, asegurándole que tenían víveres suficientes para resistir el asedio. Carlomagno lo creyó y envió a su obispo Turpin a entrevistarse con el jefe de la fortaleza. El resultado fue que el musulmán se convirtió al cristianismo y que tiempo después fue bautizado.

### Heráldica
Como consecuencia de esta leyenda el blasón de la ciudad de Lourdes está representado por un escudo de gules con 3 torres negras almenadas sobre una roca de plata. Un águila negra con las alas abiertas y con una trucha de plata en su pico vuela por encima de la torre mediana; punta en azul con 6 montes que separan los 7 valles de Lavedan bañados por el río Gave.

## Clima
| Parámetros climáticos promedio de Lourdes (normales 1981−2010, extremos 1881−2011) | Parámetros climáticos promedio de Lourdes (normales 1981−2010, extremos 1881−2011) | Parámetros climáticos promedio de Lourdes (normales 1981−2010, extremos 1881−2011) | Parámetros climáticos promedio de Lourdes (normales 1981−2010, extremos 1881−2011) | Parámetros climáticos promedio de Lourdes (normales 1981−2010, extremos 1881−2011) | Parámetros climáticos promedio de Lourdes (normales 1981−2010, extremos 1881−2011) | Parámetros climáticos promedio de Lourdes (normales 1981−2010, extremos 1881−2011) | Parámetros climáticos promedio de Lourdes (normales 1981−2010, extremos 1881−2011) | Parámetros climáticos promedio de Lourdes (normales 1981−2010, extremos 1881−2011) | Parámetros climáticos promedio de Lourdes (normales 1981−2010, extremos 1881−2011) | Parámetros climáticos promedio de Lourdes (normales 1981−2010, extremos 1881−2011) | Parámetros climáticos promedio de Lourdes (normales 1981−2010, extremos 1881−2011) | Parámetros climáticos promedio de Lourdes (normales 1981−2010, extremos 1881−2011) | Parámetros climáticos promedio de Lourdes (normales 1981−2010, extremos 1881−2011) |
| Mes                                                                                | Ene.                                                                               | Feb.                                                                               | Mar.                                                                               | Abr.                                                                               | May.                                                                               | Jun.                                                                               | Jul.                                                                               | Ago.                                                                               | Sep.                                                                               | Oct.                                                                               | Nov.                                                                               | Dic.                                                                               | Anual                                                                              |
| ---------------------------------------------------------------------------------- | ---------------------------------------------------------------------------------- | ---------------------------------------------------------------------------------- | ---------------------------------------------------------------------------------- | ---------------------------------------------------------------------------------- | ---------------------------------------------------------------------------------- | ---------------------------------------------------------------------------------- | ---------------------------------------------------------------------------------- | ---------------------------------------------------------------------------------- | ---------------------------------------------------------------------------------- | ---------------------------------------------------------------------------------- | ---------------------------------------------------------------------------------- | ---------------------------------------------------------------------------------- | ---------------------------------------------------------------------------------- |
| Temp. máx. abs. (°C)                                                               | 24.7                                                                               | 27.0                                                                               | 30.0                                                                               | 32.0                                                                               | 34.6                                                                               | 41.0                                                                               | 39.9                                                                               | 40.5                                                                               | 37.0                                                                               | 34.0                                                                               | 28.0                                                                               | 26.0                                                                               | 40.5                                                                               |
| Temp. máx. media (°C)                                                              | 11.0                                                                               | 12.3                                                                               | 15.4                                                                               | 17.1                                                                               | 20.7                                                                               | 23.8                                                                               | 26.1                                                                               | 26.3                                                                               | 23.7                                                                               | 19.8                                                                               | 14.4                                                                               | 11.6                                                                               | 18.5                                                                               |
| Temp. media (°C)                                                                   | 6.3                                                                                | 7.3                                                                                | 10.0                                                                               | 11.7                                                                               | 15.3                                                                               | 18.4                                                                               | 20.6                                                                               | 20.7                                                                               | 18.0                                                                               | 14.6                                                                               | 9.6                                                                                | 7.0                                                                                | 13.3                                                                               |
| Temp. mín. media (°C)                                                              | 1.5                                                                                | 2.3                                                                                | 4.5                                                                                | 6.3                                                                                | 9.9                                                                                | 13.1                                                                               | 15.1                                                                               | 15.2                                                                               | 12.4                                                                               | 9.4                                                                                | 4.8                                                                                | 2.3                                                                                | 8.1                                                                                |
| Temp. mín. abs. (°C)                                                               | -18.2                                                                              | -16.5                                                                              | -12.0                                                                              | -4.9                                                                               | -3.8                                                                               | 1.0                                                                                | 0.5                                                                                | 1.5                                                                                | -0.1                                                                               | -4.0                                                                               | -9.9                                                                               | -17.0                                                                              | -18.2                                                                              |
| Precipitación total (mm)                                                           | 135.1                                                                              | 109.5                                                                              | 120.7                                                                              | 149.9                                                                              | 139.6                                                                              | 103.9                                                                              | 82.5                                                                               | 87.1                                                                               | 94.9                                                                               | 121.9                                                                              | 145.5                                                                              | 136.1                                                                              | 1426.7                                                                             |
| Días de precipitaciones (≥ 1.0 mm)                                                 | 12.4                                                                               | 11.6                                                                               | 12.0                                                                               | 14.3                                                                               | 15.0                                                                               | 11.9                                                                               | 10.8                                                                               | 10.7                                                                               | 10.3                                                                               | 12.3                                                                               | 12.4                                                                               | 12.2                                                                               | 146.1                                                                              |
| Fuente: Météo-France                                                               |                                                                                    |                                                                                    |                                                                                    |                                                                                    |                                                                                    |                                                                                    |                                                                                    |                                                                                    |                                                                                    |                                                                                    |                                                                                    |                                                                                    |                                                                                    |

## Transporte

### Aeropuerto
A medio camino entre Lourdes y Tarbes se encuentra el Aeropuerto de Tarbes-Lourdes-Pirineos. Permite vuelos regulares a París, Londres, Mánchester o Bruselas, y vuelos chárter a otras ciudades europeas como Murcia, Alicante o Valencia.

### Carretera
La carretera nacional 21 parte de Limoges hasta Argelès-Gazost, pasando por Bergerac, Agen, Auch, Tarbes y Lourdes.

### Ferrocarril
La SNCF provee diariamente varios servicios tanto de cercanías a Pau o Tarbes como de media y larga distancia a Toulouse, Burdeos, Hendaya o París con trenes TGV o Intercités.

## Demografía
| 2 628 | 2 741 | 3 061 | 3 393 | 4 146 | 3 742 | 4 205 | 4 434 | 4 282 | 4 310 | 4 620 | 4 714 | 5 741 | 5 864 | 6 517 | 6 976 | 7 758 | 8 708 | 8 364 | 8 805 | 8 736 | 9 082 | 10 651 | 11 529 | 13 974 | 15 829 | 16 023 | 17 939 | 17 870 | 17 425 | 16 300 | 15 203 | 15 265 | 15 254 | 13 946 |
| Para los censos de 1962 a 1999 la población legal corresponde a la población sin duplicidades (Fuente: INSEE [Consultar]) |       |       |       |       |       |       |       |       |       |       |       |       |       |       |       |       |       |       |       |       |       |        |        |        |        |        |        |        |        |        |        |        |        |        |

## Monumentos

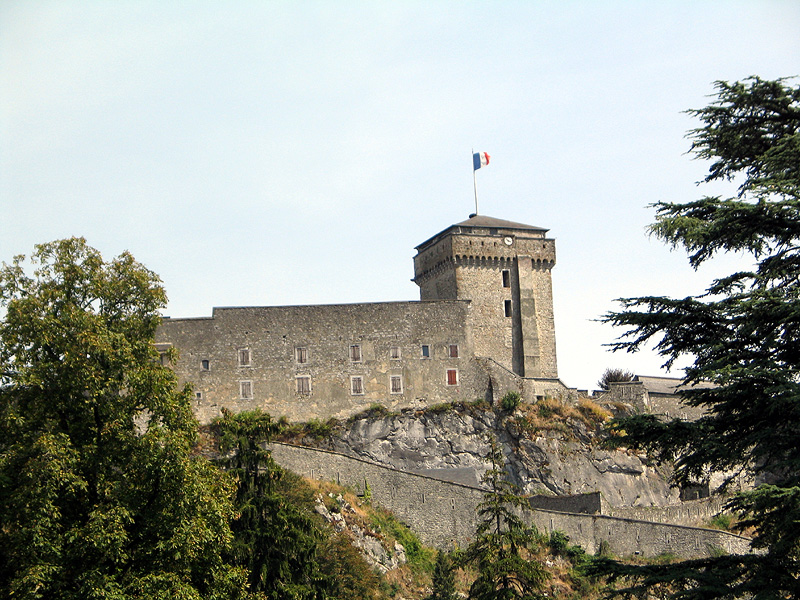
El castillo

- Castillo de Lourdes del siglo XIV, reedificado en el XVI. Residencia de los condes de Bigorre.
- Torre defensiva del siglo XIV que guarda en su interior un buen museo de artes y tradiciones populares de los Pirineos.
- Santuario de Lourdes, centro de peregrinación católica formado por varias iglesias, centros de peregrinos y otras edificaciones.
- Gruta de Massabielle, llamada anteriormente La Tute aux cochons. En esta gruta tuvieron lugar las apariciones de la Virgen a Bernadette y es hoy el epicentro del santuario mariano.
- Molino de Boly. Aquí nació Bernadette Soubirous el 7 de enero de 1844. Sus padres eran molineros y conocidos en Lourdes como los molineros de Boly.
- Casa paterna de Bernadette o molino Lacadé, donde vivió la familia a partir de 1863. En esta casa murió la madre, Louise Castérot, el 8 de diciembre de 1866.
- Cachot, o calabozo, en la calle de Petits-Fossés. Sirvió de cárcel en otros tiempos. Aquí vivió la familia de Bernadette en un único cuarto que medía 4,40 por 4 metros. Desde este lugar salió Bernadette a buscar leña la primera vez que tuvo las visiones, el 11 de febrero de 1858. Hoy es un museo.

## Otros lugares de interés
- Bartrès, pequeña aldea situada a unos 3 km de Lourdes. María Aravant crio aquí a la pequeña Bernadette, en lugar de su propio hijo muerto recientemente. Años después, Bernadette llevaba el rebaño a pastar a Bartrès; y en ese lugar fue erigida una capilla.
- Paseos turísticos y senderismo por la zona.
- Varias estaciones de esquí a pocos kilómetros (Barège, La Mongie, etc.).